# Ariel Ltd
Ariel motors ltd (Crewkerne, Somerset, Anglija) je proizvajalec lahkih, visokokakovostnih motornih vozil.
Podjetje je leta 1991 ustvaril Simon Saunders kot Solocrest ltd. Leta 2001 so podjetje preimenovali v Ariel ltd (ni povezano z bivšo firmo Ariel Motorcycles. Ariel ltd ima samo sedem zaposlenih, proizvede pa samo okoli sto avtov na leto.
Paradni konj podjetja je zelo lahek visokozmogljiv Ariel atom. Poganja ga motor Honde civic r-type z istim menjalnikom. Atom je tudi prvi cestni avto z zunanjim skeletom. Nima strehe, nima vrat, narejen pa je iz kovinskih cevi, kar ga tudi naredi ekstremno lahkega (500 kg). To pomeni, da ima model 600 konjskih moči(450 kW) na tono.
Leta 2011 je Ariel napovedal gradnjo visokozmogljivega motorja, ki naj bi bil dokončan letos (2012) poleti. Poganjal ga bo Hondin motor.